# Annemarie Waser
Annemarie Waser, po mężu Hess (ur. 4 lutego 1940) – szwajcarska narciarka alpejska, brązowa medalistka mistrzostw świata.
Wystartowała na igrzyskach olimpijskich w Cortinie d’Ampezzo w 1956 roku, gdzie zajęła czternaste miejsce w gigancie. Podczas rozgrywanych dwa lata później mistrzostw świata w Badgastein wywalczyła brązowy medal w slalomie. W zawodach tych wyprzedziły ją jedynie Inger Bjørnbakken z Norwegii i Austriaczka Josefa Frandl. Był to jej jedyny medal wywalczony na międzynarodowej imprezie tej rangi. Pięć dni później zajęła czwarte miejsce w gigancie, przegrywając walkę o podium ze swą rodaczką, Friedą Dänzer. Brała również udział w igrzyskach olimpijskich w Squaw Valley w 1960 roku, gdzie uplasowała się na 23. pozycji w gigancie, slalomu nie ukończyła, a w zjeździe została zdyskwalifikowana.

## Osiągnięcia

### Igrzyska olimpijskie
| Miejsce | Dzień       | Rok  | Miejscowość       | Konkurencja | Czas biegu | Strata | Zwyciężczyni   |
| ------- | ----------- | ---- | ----------------- | ----------- | ---------- | ------ | -------------- |
| 14.     | 27 stycznia | 1956 | Cortina d’Ampezzo | Gigant      | 1:56,5     | +5,8   | Rosa Reichert  |
| DSQ     | 20 lutego   | 1960 | Squaw Valley      | Zjazd       | 1:37,6     | -      | Heidi Biebl    |
| 23.     | 23 lutego   | 1960 | Squaw Valley      | Gigant      | 1:39,9     | +5,1   | Yvonne Rüegg   |
| DNF2    | 26 lutego   | 1960 | Squaw Valley      | Slalom      | 1:49,6     | -      | Anne Heggtveit |

### Mistrzostwa świata
| Miejsce | Dzień       | Rok  | Miejscowość       | Konkurencja | Czas biegu | Strata     | Zwyciężczyni      |
| ------- | ----------- | ---- | ----------------- | ----------- | ---------- | ---------- | ----------------- |
| 14.     | 27 stycznia | 1956 | Cortina d’Ampezzo | Gigant      | 1:56,5     | +5,8       | Rosa Reichert     |
| 3.      | 3 lutego    | 1958 | Badgastein        | Slalom      | 1:45,6     | +1,8       | Inger Bjørnbakken |
| 33.     | 6 lutego    | 1958 | Badgastein        | Zjazd       | 2:12,1     | +17,1      | Lucile Wheeler    |
| 4.      | 8 lutego    | 1958 | Badgastein        | Gigant      | 1:54,6     | +0,9       | Lucile Wheeler    |
| 9.      | 8 lutego    | 1958 | Badgastein        | Kombinacja  | 3,80 pkt   | +10,14 pkt | Frieda Dänzer     |
| DSQ     | 20 lutego   | 1960 | Squaw Valley      | Zjazd       | 1:37,6     | -          | Heidi Biebl       |
| 23.     | 23 lutego   | 1960 | Squaw Valley      | Gigant      | 1:39,9     | +5,1       | Yvonne Rüegg      |
| DNF2    | 26 lutego   | 1960 | Squaw Valley      | Slalom      | 1:49,6     | -          | Anne Heggtveit    |